# Vigna vignoides
Vigna vignoides là một loài thực vật có hoa trong họ Đậu. Loài này được (Rusby) Marechal & al. miêu tả khoa học đầu tiên.